# Fistulatus bidentatus
Fistulatus bidentatus är en insektsart som beskrevs av Cen och Cai 2002. Fistulatus bidentatus ingår i släktet Fistulatus och familjen dvärgstritar. Inga underarter finns listade i Catalogue of Life.